# Sal Slijper
Salomon Bernard (Sal) Slijper (Amsterdam, 28 januari 1884 – Laren (Noord-Holland), 9 augustus 1971) was een Nederlands makelaar en kunstverzamelaar.
Hij verzamelde onder andere werk van Piet Mondriaan. Na zijn dood liet hij 124 schilderijen en 75 tekeningen van Mondriaan uit de periode 1908-1921 na aan het Gemeentemuseum Den Haag.
Aan het begin van de Tweede Wereldoorlog zag Slijper nog kans om kunst aan te kopen die als entartet gold.. Als joodse Nederlander overleefde hij de oorlog door onder te duiken in zijn eigen huis. Hij werd verzorgd door zijn huishoudster, Johanna Hamdorff (1886–1976). In 1947 trouwde hij met haar. De Mondriaancollectie was tijdens de oorlog op een zolder verstopt en kwam de oorlog onbeschadigd door.
In 1945 en 1946 was Slijper betrokken bij de herdenkingstentoonstelling voor de in 1944 overleden Mondriaan in het Stedelijk Museum in Amsterdam en de Kunsthalle Basel.
Bij het overlijden van Slijper in 1971 bleek dat hij in 1957 in zijn testament had laten vastleggen dat 197 werken van Mondriaan nagelaten zouden worden aan het Haagse Gemeentemuseum.
- Bibliothèque nationale de France: cb16502809n (data)
- Biografisch Portaal: 36458205
- Gemeinsame Normdatei: 14134296X
- International Standard Name Identifier: 0000 0000 7893 3207
- Library of Congress Control Number: no2010049861
- Nationale Bibliotheek van Israël: 987007305414705171
- Nederlandse Thesaurus van Auteursnamen: 32566773X
- RKD-Nederlands Instituut voor Kunstgeschiedenis: 352434
- Système universitaire de documentation: 165325178
- Virtual International Authority File: 108105919
- WorldCat: E39PBJvRTyGYVMDCWgYMj7HcT3